# Échauguette
Pour l’article homonyme, voir L'Échauguette.

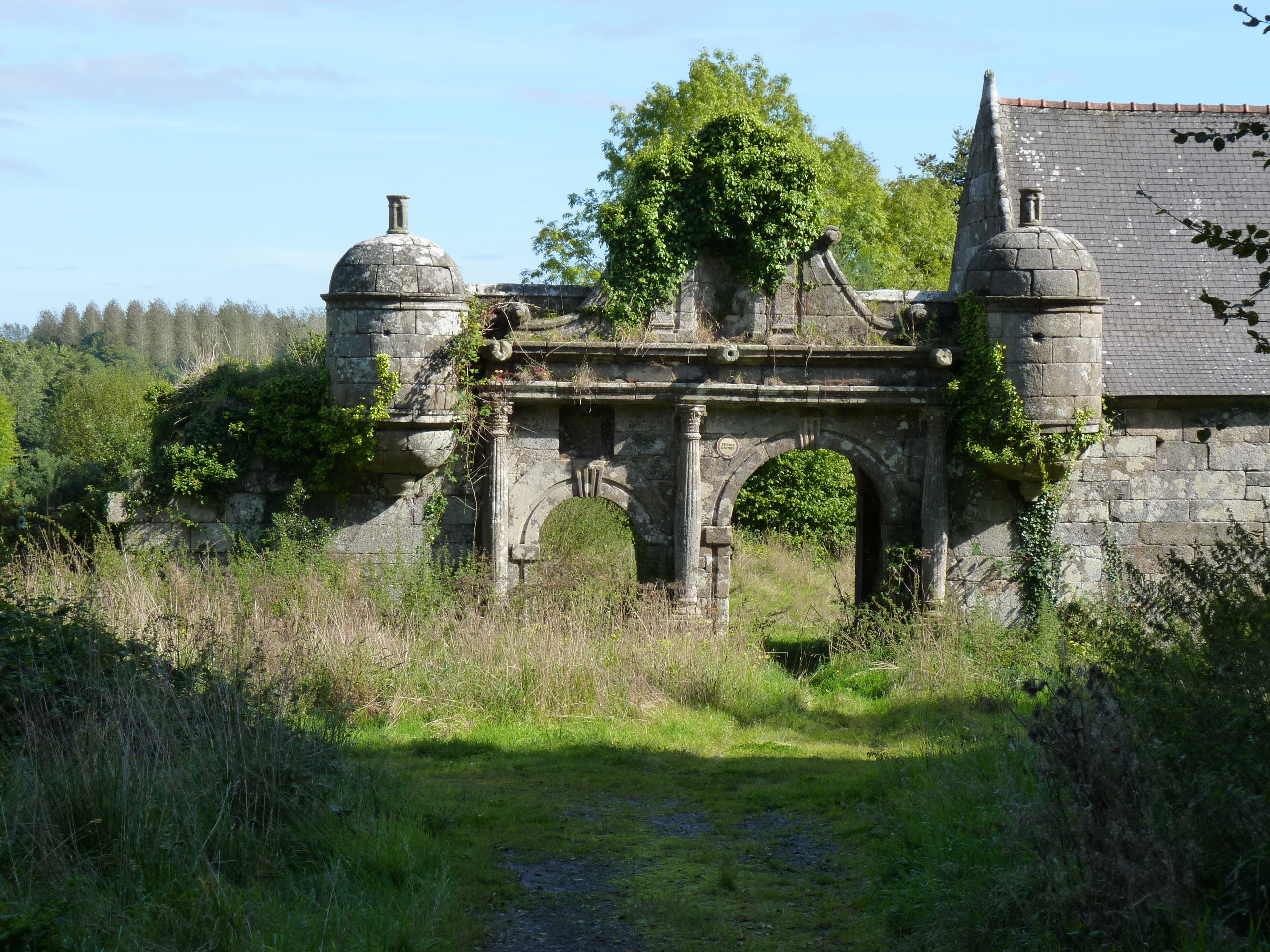
Échauguettes, manoir de Guernac'hanay, Plouaret.

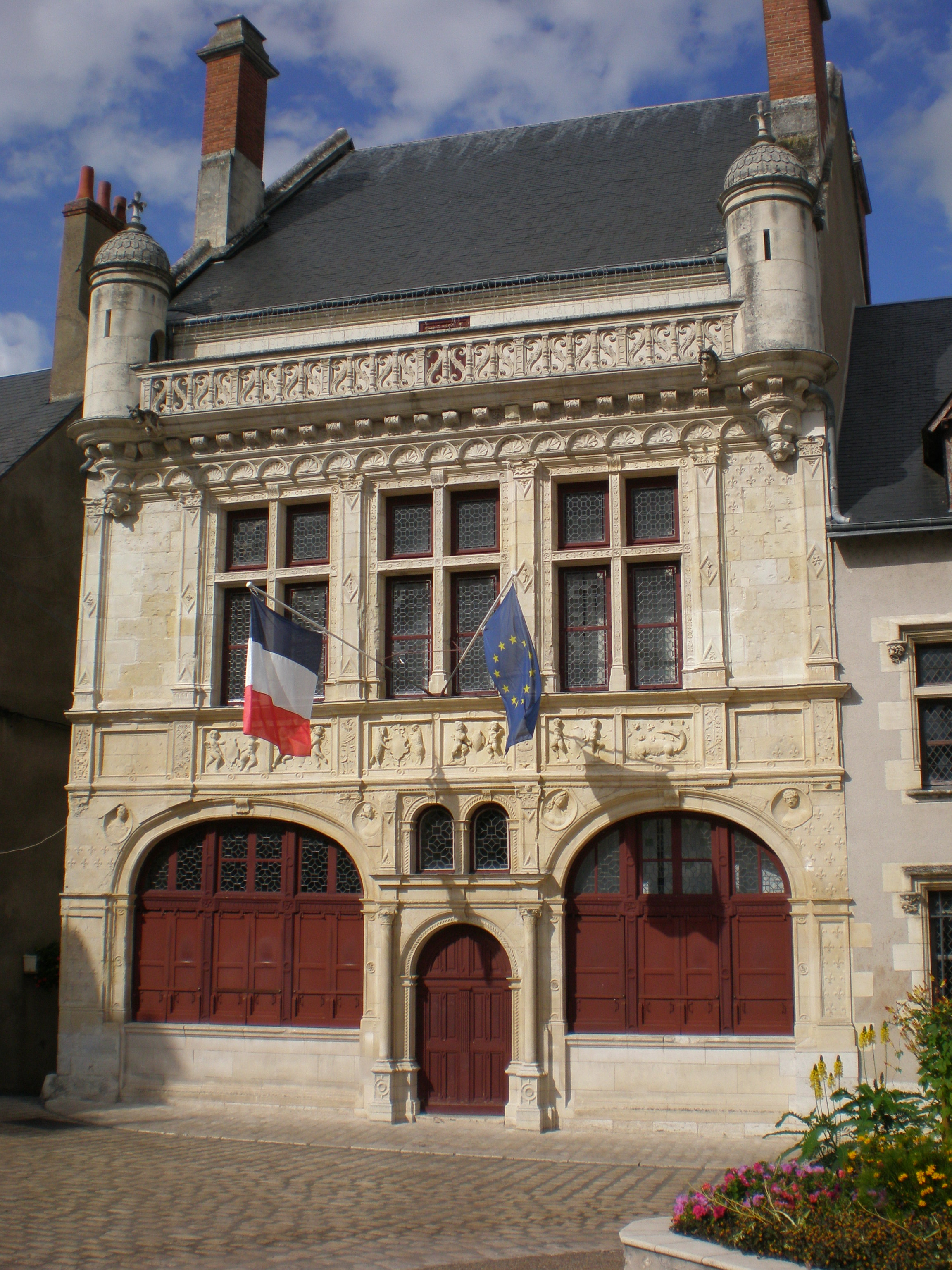
L'hôtel de ville de Beaugency présente un chéneau à balustrades avec échauguettes portées sur culs-de-lampe aux extrémités. Fruits d'une restauration à la fin du XIXe siècle, ces échauguettes couvertes de coupolettes à décor d'écailles, évoquent le style néogothique.

Dans un château fort ou une fortification, une échauguette est une petite pièce carrée, polygonale ou cylindrique, le plus souvent construite en encorbellement et dotée de mâchicoulis et de meurtrières, destinée à abriter un guetteur et à lui permettre d'avoir un champ de vision complet sur le secteur (270 degrés). Par extension, elle désigne un petite tourelle placée aux angles d'édifices civils et d'habitations.

## Étymologie
« Échauguette » vient de l'ancien français escharguaite ou eschargaite (XIe – XVIe siècles) signifiant, au sens premier, « troupe faisant le guet », du germanique skara, « troupe », wahta, « guet », au sens second, « action de faire le guet », et au sens troisième, « guérite pour faire le guet », « échauguette ».
Les autres écritures du mot sont : eschauguette, escharguette, escargaite, eschelgaite, esgaritte, garite, pionnelle, maisoncelle, centinelle, sentinelle, hobette.
L' échauguette désignait, au Moyen Âge :
- la sentinelle :

« Servanz i mist è chevaliers,
Et eschargait es è portiers,
Puis est repairiez à Danfront. »
Ses eschauguettes a li rois devisé. »
- mais aussi la garde, le poste :

« Par l’escargaite Droom le Poitevin,
le fil le roi en laissa fors issir. »
On disait escargaiter pour « garder », « épier » :
« L’Ost escargaïte Salemon li Senés. »
Cité par Eugène Viollet-le-Duc.

## Caractéristiques
Une échauguette se différencie d'une tour en étant construite attenante à un mur. Une tour est construite à partir du sol.
Dans les plus anciennes fortifications du Moyen Âge, il y avait des échauguettes. Il est à croire que ces premières échauguettes étaient en bois, comme les hourds, et qu'on les posait en temps de guerre. Tous les couronnements de forteresses antérieures au XIIe siècle étant détruits, nous ne connaissons pas la forme exacte de ces échauguettes primitives ; lorsqu'elles ne consistaient pas seulement en petites loges de bois, mais si elles étaient construites en maçonnerie, ce n’étaient que de petits pavillons carrés ou cylindriques couronnant les angles des défenses principales, comme ceux du donjon du château d’Arques. Les plus anciennes échauguettes encore existantes sont placées sur les défenses ; elles sont ouvertes ou fermées, couvertes et munies même de cheminées, ou ne présentent qu’une saillie sur un angle, le long d’une courtine, de manière à offrir un petit flanquement destiné à faciliter la surveillance, à poser une sentinelle, une guette. C’était particulièrement dans le voisinage des portes, aux angles des gros ouvrages, au sommet des donjons, que l’on construisait des échauguettes. Les dernières échauguettes sont en forme de poivrière sur un cul-de-lampe et n'ont plus de fonction défensive, gardant uniquement la valeur d'une guérite.

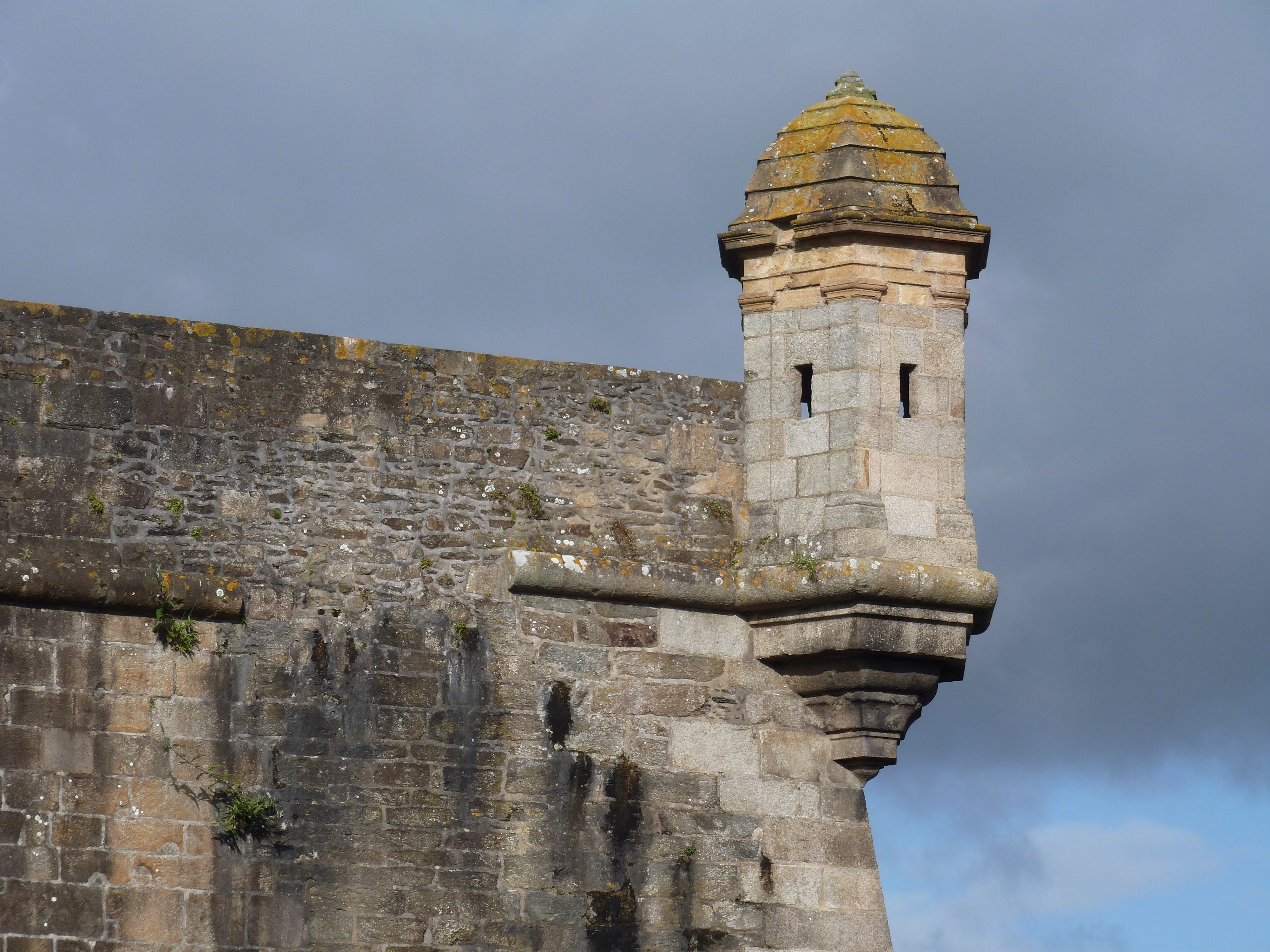
Échauguette du château de Brest.

Les échauguettes sont généralement munies de meurtrières. Plusieurs églises fortifiées de Thiérache en sont équipées.
Certaines échauguettes peuvent avoir des fonctions autres que le guet ; elles peuvent notamment servir de latrines comme à Aigues-Mortes et Villeneuve-lès-Avignon.

## Échauguette et guérite
Les fortifications bastionnées construites sur instructions de Vauban comprennent des ouvrages appelés guérites, ou échauguettes au XIXe siècle. Ces abris pour la sentinelle, munis de meurtrières, sont dotés d'un corps polygonal (la plupart du temps pentagonal) ou rond. Ils sont portés par des corbeaux ou des consoles qui arborent les armes du roi, et sont couverts d'une coupolette à contre-courbe, autrefois ornée d'une fleur de lys dorée en France. En pierre ou en brique (parfois en bois, mais il n'en a point subsisté), ils sont placés aux angles saillants et aux angles d'épaule des bastions, pour surveiller les abords du fossé en temps de paix, et sont démontés en temps de siège . Le nom d'échauguette n'était pas utilisé par l'ingénieur de Louis XIV, ce qui ne veut pas dire que les ouvrages concernés ne sont pas des échauguettes.

## Galerie

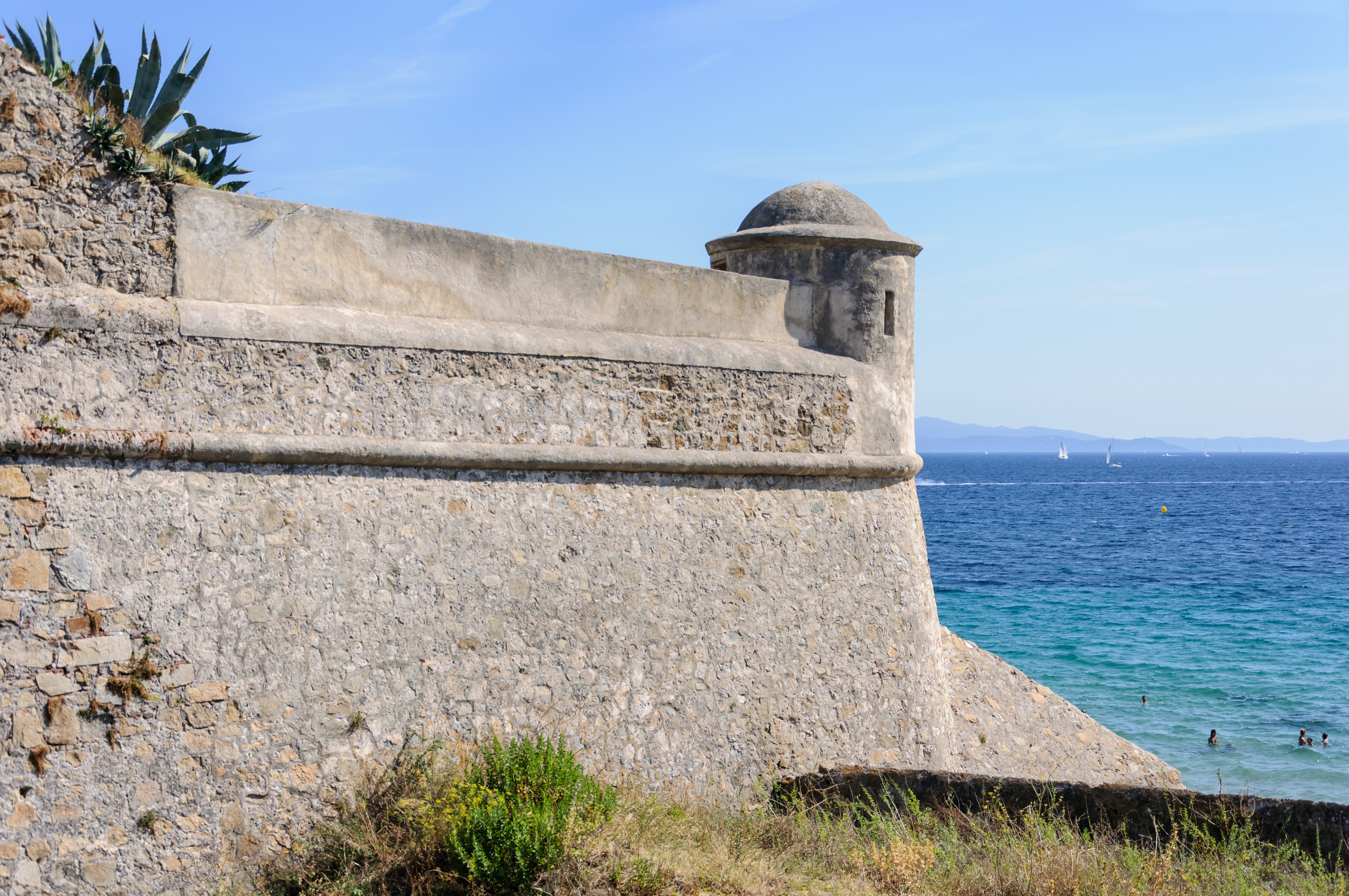
Échauguette sur un bastion de la citadelle d'Ajaccio.
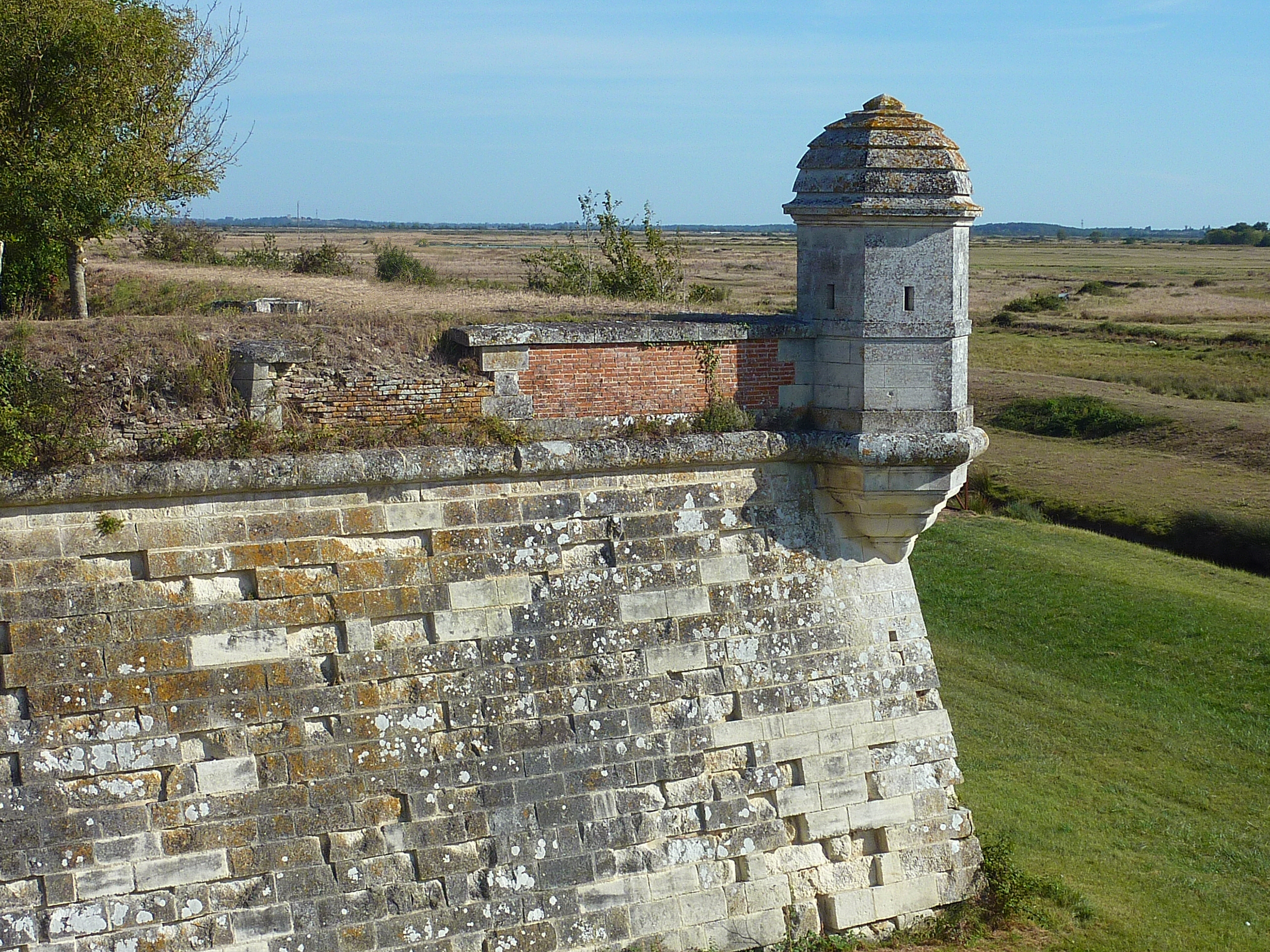
Échauguette dans un angle de bastion, Brouage (XVIIe siècle).
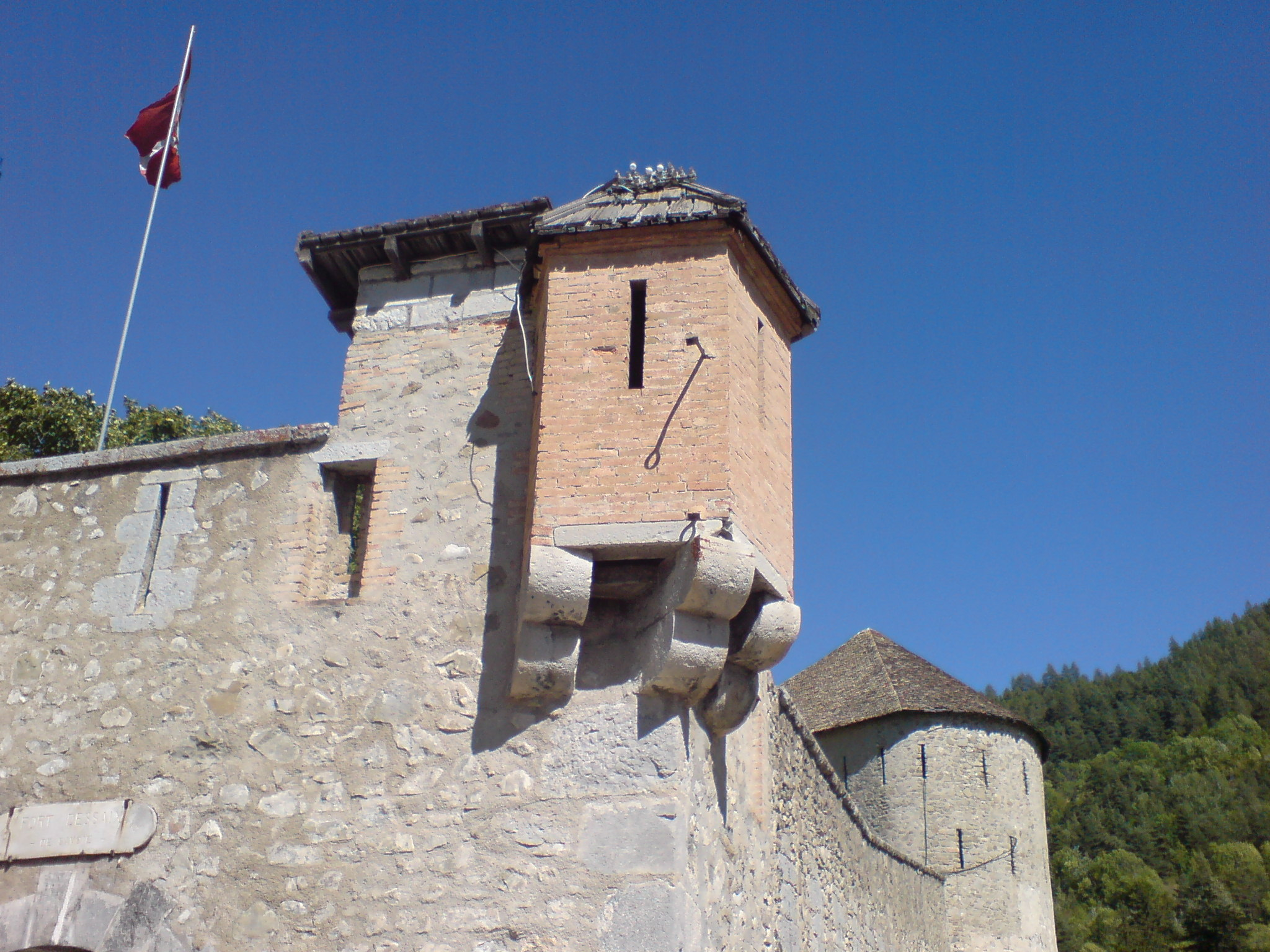
Échauguette sur corbeaux, à Colmars (fort de Savoie).
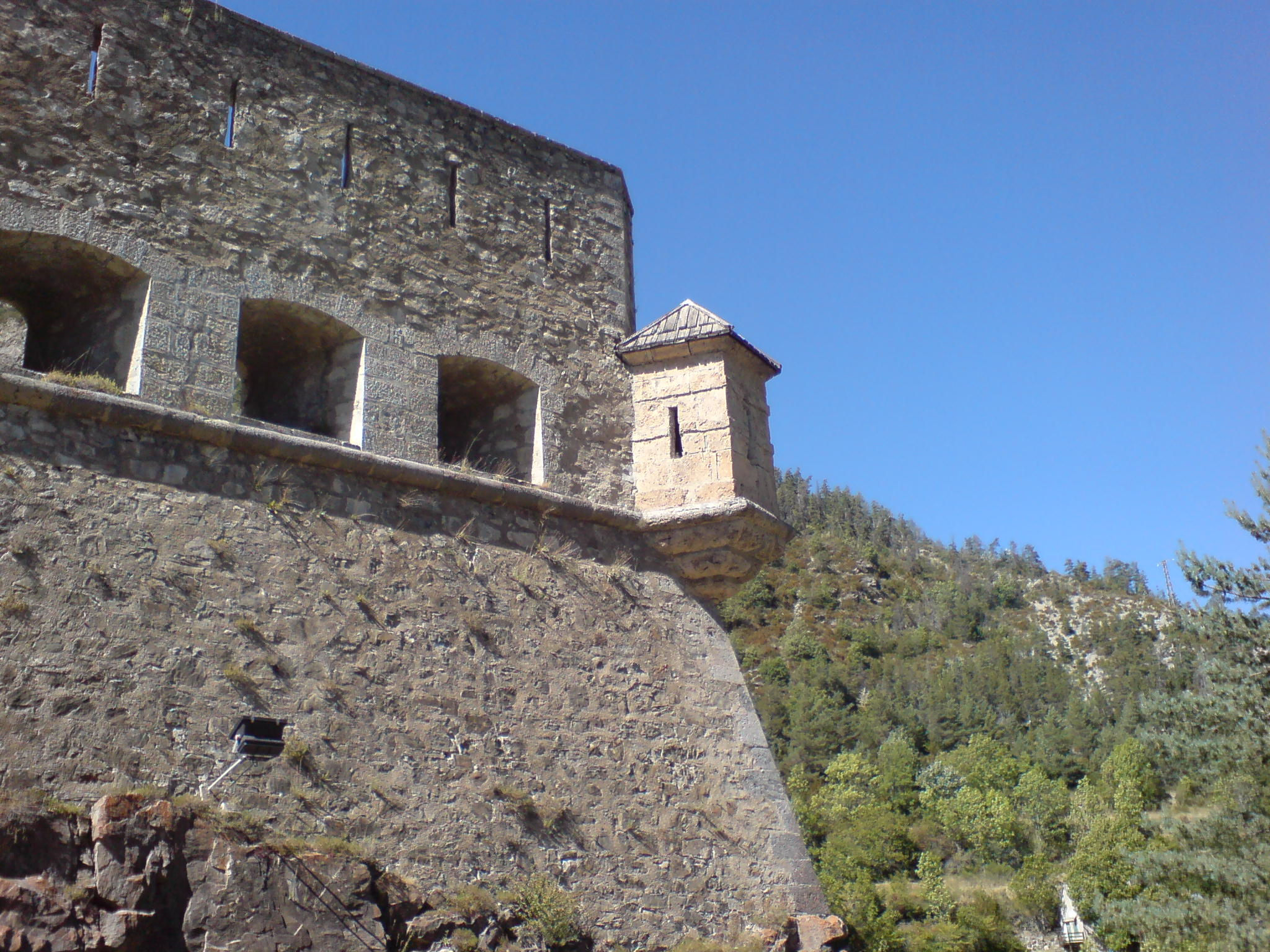
Échauguette en encorbellement, à Colmars (fort de Savoie).
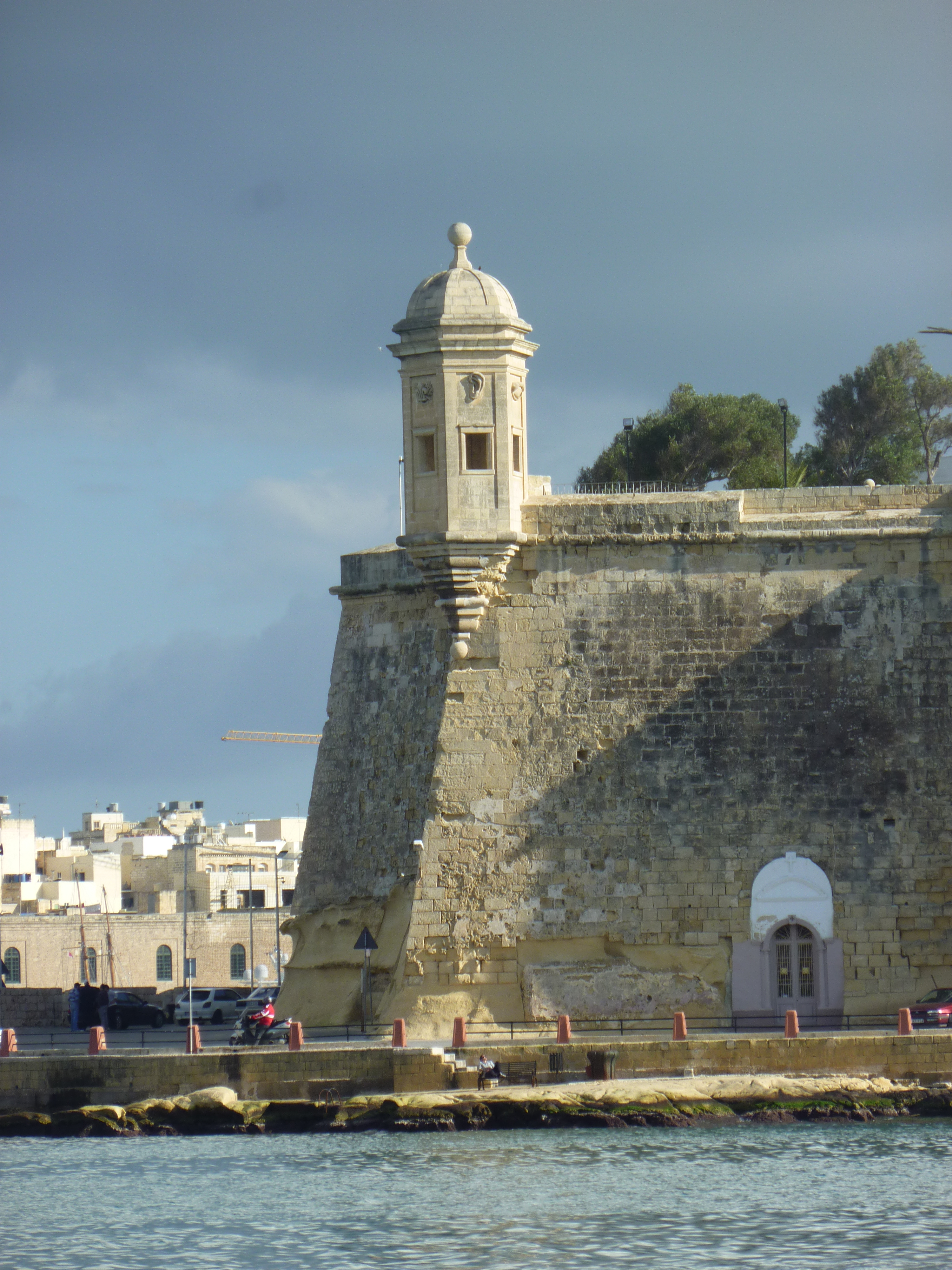
Échauguette dans le port de La Vallette (Malte).
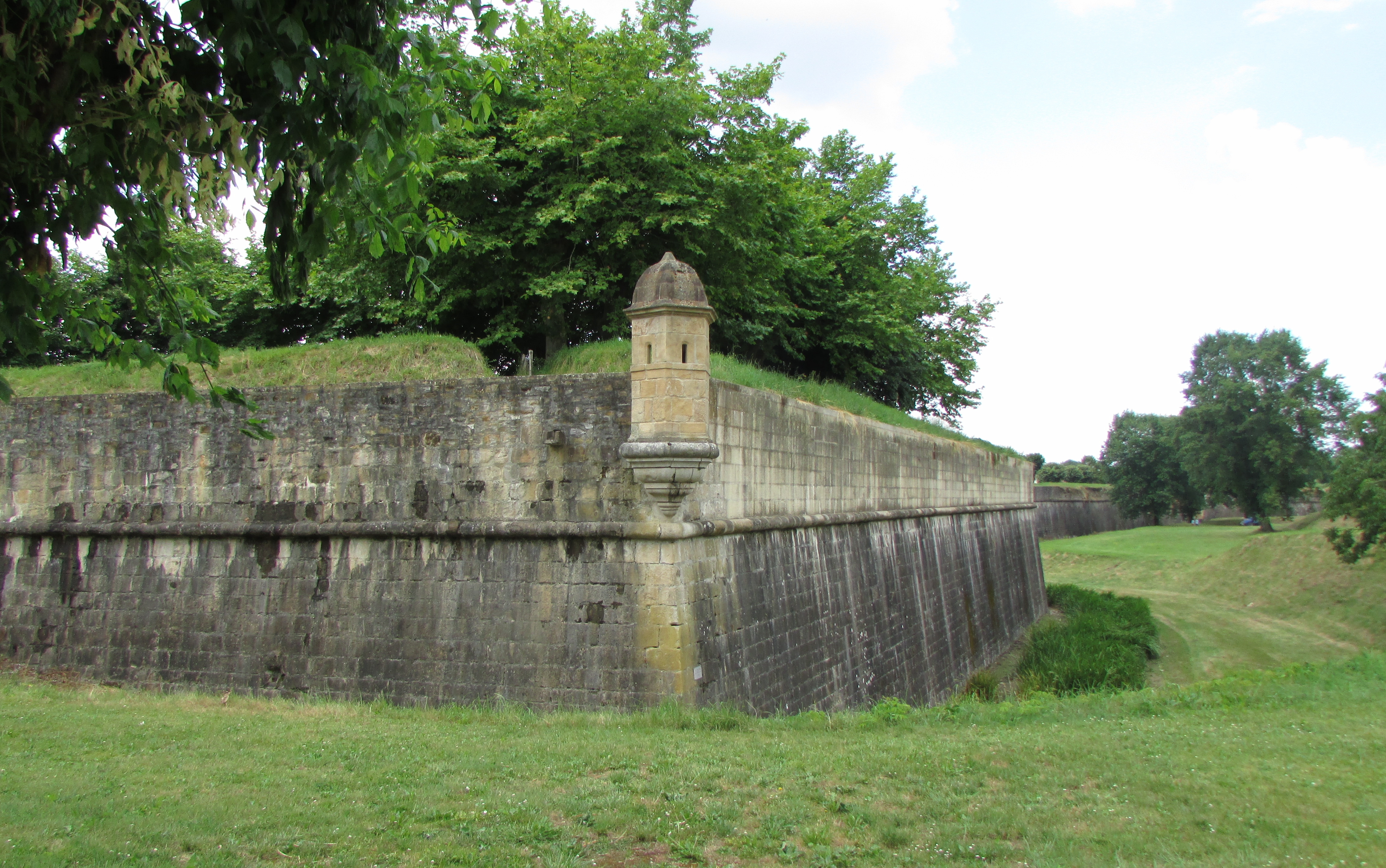
Échauguette des remparts de Navarrenx (Pyrénées-Atlantiques).
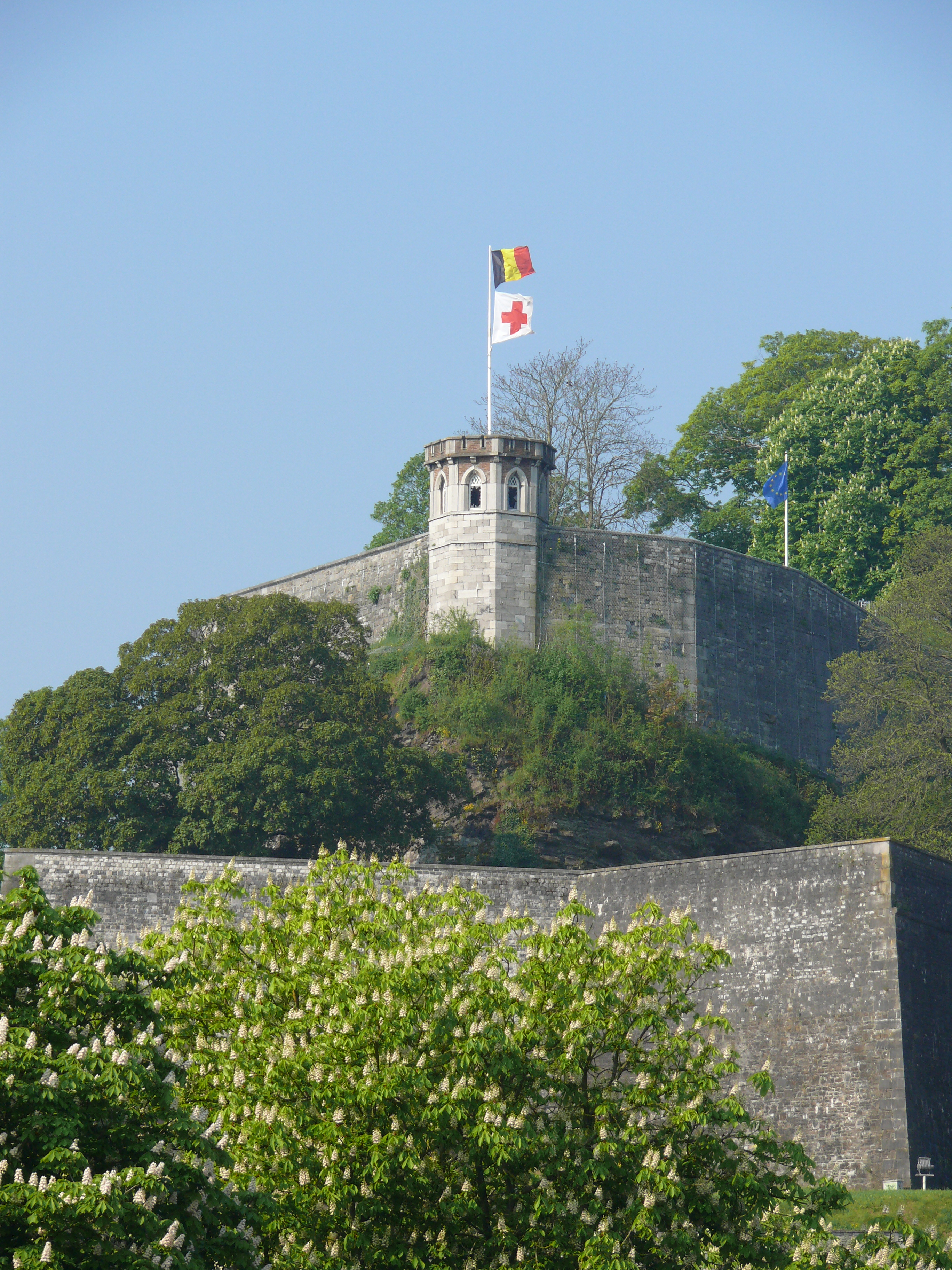
Tour des guetteurs sur la citadelle de Namur.
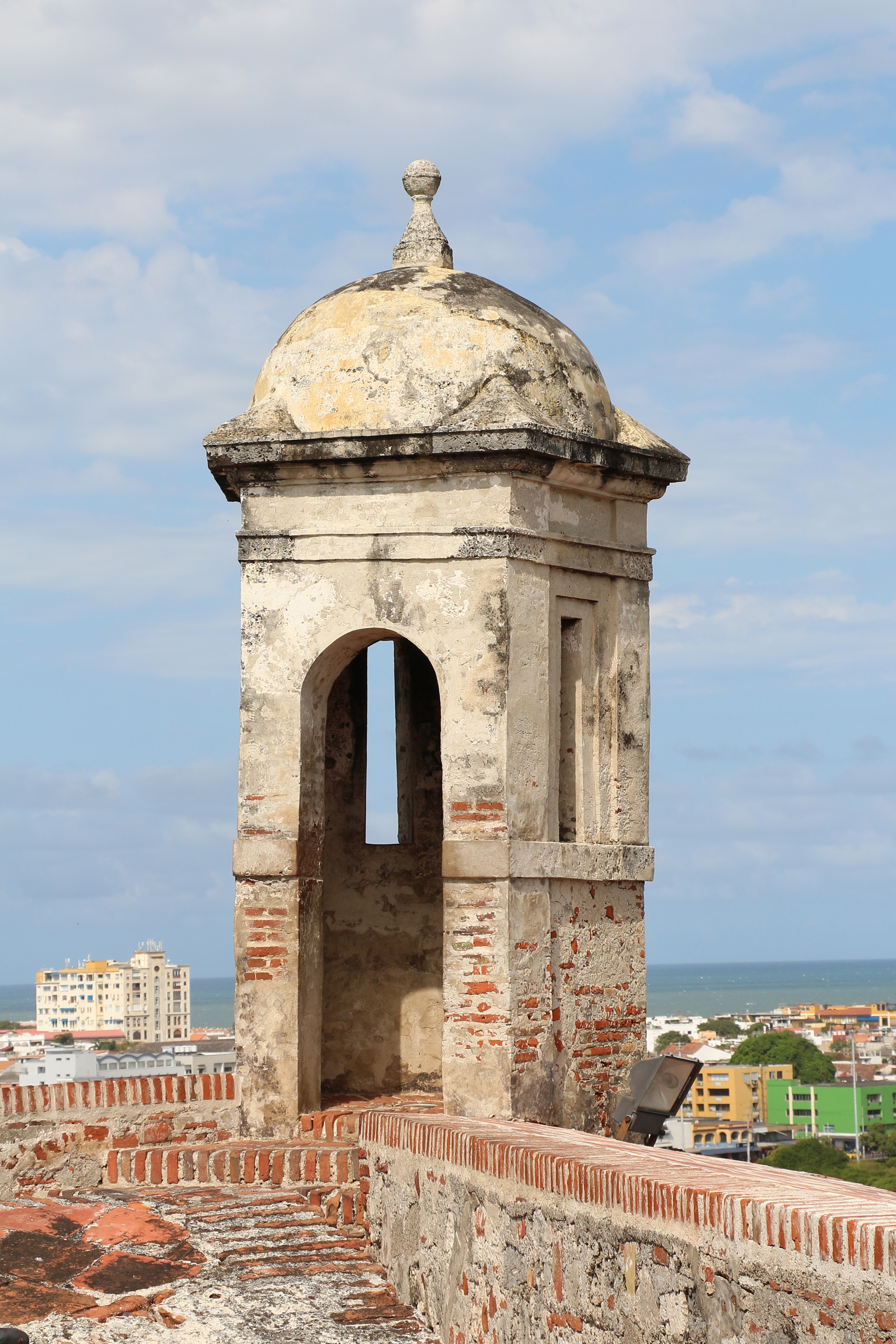
Échauguette au château de San Felipe de Barajas à Carthagène en Colombie.